# Jean-François Cerquand
Jean-François Cerquand, né le 21 mars 1816 à Épinal et mort le 13 mai 1888 à Avignon, est un érudit français, auteur d'études historiques, mythologiques et ethnographiques.

## Biographie
Se destinant à l'enseignement, il soutient, en 1853, une thèse de doctorat de lettres, intitulée De l'hospitalité grecque aux temps héroïques. Finalement il opte pour l'administration. Il est successivement censeur à Saint-Étienne, puis inspecteur d'académie à Mâcon en 1862, à Perpignan en 1866, à Nice en 1868, à Amiens, à Pau en 1872, enfin à Avignon en 1876. Dans cette ville, il contribue à la réorganisation d'une société savante, l'Académie de Vaucluse dont il devient le premier président en 1882.
Jean-François Cerquand est également membre de la Société scientifique et littéraire de Cannes ainsi que de l'association pour l'encouragement des études grecques en France.
Il séjourne peu de temps au même endroit, du fait de ses affectations professionnelles successives, mais il se passionne pour l'histoire des lieux et publie tout au long de sa carrière des études : sur le dieu Taranus, sur la mythologie grecque, sur les contes, légendes et traditions populaires.
Au titre de sa fonction d'inspecteur d'académie, alors qu'il est en poste à Pau, il charge les instituteurs de Soule et de Basse-Navarre de collecter les contes populaires basques, qu'il publie dans quatre livraisons du Bulletin de la Société des Sciences, Lettres et Arts de Pau, entre 1874 et 1883, et en tire un recueil considéré comme l'un des plus authentiques, Légendes et récits populaires du Pays basque.
Plus tard, il publie une étude sur l'Imagerie et la littérature en Comtat-Venaissin (1600-1830) (1883). Il prend sa retraite en 1878.

## Publications
- (Thèse doctorale) De l'Hospitalité grecque aux temps héroïques, soumise à la Faculté des lettres de Strasbourg, Neufchateau, Impr. de Vve de Mongeot, 1853.
- (Thèse latine) Questiones de Sapientibus VII elucidatas Facultati litter. Argentoratensi offerebat J.-F. Cerquand, Nancy, Grimblot, 1853.
- Les Charités, Paris, Didier, 1863.
- « Les monuments de l'âge de la pierre dans le département des Alpes-Maritimes », Mémoires de la Société des sciences naturelles, des lettres et des beaux-arts de Cannes et de l'arrondissement de Grasse, t. I, 1870, p. 31-34.
- Études de mythologie grecque : Ulysse et Circé ; les Sirènes Paris, Didier, 1873.
- Trois inscriptions vauclusiennes recueillies et publiées par J.-F. Cerquand Avignon, Seguin frères, 1879.
- Légendes et récits populaires du Pays basque recueillis principalement dans les provinces de Soule et de Basse Navarre (1874-1883)[7], Aubéron, réédition 2006.  (ISBN 978-2-84498-093-9)
- « Taranis Lithobole, étude de mythologie celtique », Mémoires de l'Académie de Vaucluse, Avignon, Seguin frères, 1881.
- « Taranus ? ou Taranis ? », Revue celtique, t. V, Nogent-le-Rotrou, impr. de Daupeley-Gouverneur, 1882.
- L'imagerie et la littérature en Comtat-Venaissin (1600-1830), essai d'un catalogue, Avignon, Seguin frères, 1883
- « (Copia) étude de mythologie romaine », Mémoires de l'Académie de Vaucluse, Avignon, Seguin frères, 1884
- « Taranis et Thor adversaires du Serpent, étude de mythologie celtique », Revue celtique, Paris, t. VI, no 4,‎ 1885.
- « Légendes et récits populaires du Pays basque », Bulletin de la Société des sciences, lettres et arts de Pau, 
  - T. IV. En ligne, collections patrimoniales numérisées de Bordeaux 3.
  - T. V. En ligne sur Gallica.
  - Édition moderne avec appareil de notes comparatives  renvoyant aux Légendes basques  du révérend Wenworth Webster parue aux éditions Aubéron (2021).